# 格爾夫 (加利福尼亞州)
格爾夫（英語：Gulf）是位於美國加利福尼亞州克恩縣的一個非建制地區。該地的面積和人口皆未知。

## 地理
格爾夫的座標為35°10′46″N 119°09′36″W / 35.17944°N 119.16000°W，而該地的平均海拔高度為89米（即292英尺）。